# ヨーゼフ・ニクラス・ツー・ヴィンディシュ＝グレーツ
ヨーゼフ・ルートヴィヒ・ニコラウス（ヨーゼフ・ニクラス）・ツー・ヴィンディシュ＝グレーツ（Joseph Ludwig Nikolaus(Joseph-Niklas) Graf von Windisch-Graetz, Freiherr von Waldstein und Thal, 1744年12月6日 - 1802年1月24日）は、オーストリア・ボヘミアの貴族、地主、廷臣。帝国伯。

## 生涯
2歳で両親を亡くし、祖父レオポルト・ツー・ヴィンディシュ＝グレーツ伯爵（1686年 - 1746年）の遺産を相続した。しかし祖父から多額の負債をも受け継ぎ、1755年南ボヘミア地方ロート＝ロッタ城とニーダーエスターライヒ州トラウトマンスドルフ・アン・デア・ライタ荘園の売却を余儀なくされた。一時期、マリア・テレジア皇后の末娘マダム・アントーニア（後のフランス王妃マリー・アントワネット）の侍従を務めていた。1766年、伯爵令嬢マリア・ヨーゼファ・フォン・エルデーディ（1748年 - 1777年）と最初の結婚をするが、11年後に死別する。1781年8月30日にブリュッセルにおいて、大変な資産家だったアーレンベルク公シャルル・マリー・レーモンの娘レオポルディーヌ（1751年 - 1812年）を2番目の妻に迎えた。
後妻のもたらした高額の花嫁持参金により、ボヘミアに所領を購入することが可能となった。1781年5月12日、子供のいなかったアダム・フィリップ・ロジー・フォン・ロージンタール伯爵の未亡人エルネスティーネから、プラハ郊外ツチェニツェ城、シュテーケン荘園、ムラデージョヴィツェ荘園、西ボヘミア地方のタホフ荘園とそれに付属する全ての村邑を含む膨大な旧ロジー伯爵家の資産を購入した。その後、タホフ荘園にはルチナ製鉄所、オボラ狩猟場が開かれた。1787年、伯爵夫妻は本邸タホフ城を古典主義様式に改築した。また、ヨーゼフ・ニクラスはタホフ城に多くの蔵書を集めて古文書館を設けたが、彼の子孫は後にボヘミアの教会財産の没収（世俗化）に伴って入手したクラートラウ修道院に彼の蔵書を移している。
1802年に所領の1つシュテーケンで死去。2人の息子アルフレート（1804年）とヴェーリアント（1822年）は世襲の侯位（フュルスト）を授けられた。また、曽孫の1人も1902年に一代限りの侯位を受けている。

## 子女
最初の妻マリア・ヨーゼファ・エルデーディとの間に4人の子女をもうけた。
- カール・アントン・ヨーゼフ・ライムント（1767年 - 1791年）
- ヨーゼフ・ルートヴィヒ・ヨハン・ネポムク・アントン（1769年 - 1791年）
- レオポルト・カール・ヴィクトリン・イグナーツ・ヨーゼフ・アントン・グラツィアン（1770年 - 1771年）
- マリア・テレジア・フィリッピーナ・ヨゼフィーネ・アントニア・フリーデリケ（1774年 - 1841年） - 1800年、アーレンベルク公子エルンスト・エンゲルベルト[3]と結婚

2番目の妻レオポルディーヌ・ダランベールとの間に6人の子女をもうけた。
- ルートヴィヒ・ロベルト（1782年 - 1783年）
- ゾフィー・ルドヴィカ・ヴィルヘルミーネ（1784年 - 1848年） - 1799年、レーヴェンシュタイン＝ヴェルトハイム＝ローゼンベルク侯カール・トマス（ドイツ語版）と結婚
- オイラリー・フローラ・アウグステ（1786年 - 1812年）
- アルフレート・カンディードゥス・フェルディナント（1787年 - 1862年） - 兄系ヴィンディシュ＝グレーツ侯、1817年にシュヴァルツェンベルク侯女マリー・エレオノーレと結婚
- アーデルハイト・アグラーエ・パウリーネ・ヨゼフィーネ（1788年 - 1806年） - 1804年、アウエルスペルク侯ヴィルヘルム2世と結婚
- ヴェーリアント・アロイス・レオポルト・ウルリヒ・ヨハン・パウル・エレミテ（1790年 - 1867年） - 弟系ヴィンディシュ＝グレーツ侯、1812年にロプコヴィッツ侯女エレオノーレと結婚
  - フーゴー・アルフレート・アドルフ・フィリップ（1823年 - 1904年） - 弟系ヴィンディシュ＝グレーツ侯、1849年にメクレンブルク公女ルイーゼと結婚、1867年に公女マティルデ・ラジヴィウと再婚
  - エルンスト・フェルディナント・ヴェーリアント（1827年 - 1918年） - 1870年にエッティンゲン＝エッティンゲン侯女カミラと結婚
    - オットー・ヴェーリアント・フーゴー・エルンスト（1873年 - 1952年） - 1902年にオーストリア大公女エリーザベトとの結婚に際し侯位（一代限り）を受爵

## 引用・脚注
1. ↑  Constantin von Wurzbach: Windisch-Grätz, Josepha Gräfin. In: Biographisches Lexikon des Kaiserthums Oesterreich. 57. Theil. Kaiserlich-königliche Hof- und Staatsdruckerei, Wien 1889, S. 63 f. (Digitalisat).; deren Epitaph in der Schottenkirche, Wien, Abbildung
2. ↑  弦楽奏者・作曲家ヨハン・アントン・ロジー・フォン・ロージンタール伯爵の息子。
3. ↑  継母レオポルディーヌの弟ラ・マルク伯オーギュスト（ドイツ語版）の一人息子。